# وینانی
وینانی (به لاتین: Vinany) یک منطقهٔ مسکونی در ماداگاسکار است که در واکینانکاراترا واقع شده‌است. وینانی ۲۰٬۸۴۴ نفر جمعیت دارد و ۱٬۰۲۶ متر بالاتر از سطح دریا واقع شده‌است.